# روي تومسون
روي تومسون (بالإنجليزية: Roy Thompson)‏ هو فلاح وسياسي بريطاني، ولد في 1946. في انتخابات الجمعية التشريعية لأيرلندا الشمالية 1982 ‏، انتخب عضو الجمعية التشريعية لأيرلندا الشمالية 1982-1986 ‏ وقد انضم خلال فترته النيابية ‏  للكتلة البرلمانية الحزب الديمقراطي الاتحادي.